# André Lakos
André Lakos (Vienna, 29 giugno 1979) è un hockeista su ghiaccio austriaco.

## Carriera
Nel corso della sua carriera ha vestito, tra le altre, le maglie di Albany River Rats (1999-2002), Utah Grizzlies (2001/02), Augusta Lynx (2002/03), Vienna Capitals (2002-2004, 2011-2013), Syracuse Crunch (2004/05), EC Red Bull Salisburgo (2006-2008, 2009-2011), Färjestads BK (2007/08), Traktor Čeljabinsk (2008-2010) e Kölner Haie (2011/12).
Con la nazionale austriaca ha partecipato ai Giochi olimpici invernali 2002 e a diverse edizioni dei campionati mondiali a partire da quella del 1999.